# Kepler-8
Kepler-8 là một ngôi sao nằm trong chòm sao Thiên Cầm trong khu vực quan sát của Sứ mệnh Kepler, một hoạt động của NASA có nhiệm vụ khám phá các hành tinh đất đá. Ngôi sao chủ của nó, nóng hơn, lớn hơn và to hơn Mặt Trời một chút, có một hành tinh khí khổng lồ quay quanh nó, Kepler-8b. Hành tinh khí khổng lồ này lớn hơn Sao Mộc, nhưng lại nặng hơn một chút và do đó khuếch tán hơn. Khám phá của hành tinh đã được công bố cho công chúng vào ngày 4 tháng 1 năm 2010 cùng với bốn hành tinh khác. Là hệ hành tinh thứ năm được xác nhận bởi Kepler, nó đã chứng minh khả năng của tàu vũ trụ Kepler.

## Danh pháp và lịch sử
Kepler-8 được đặt tên theo cách đó vì nó là hệ hành tinh thứ tám được xác nhận trong quá trình thực hiện của Nhiệm vụ Kepler, một chương trình được định hướng của NASA có nhiệm vụ tìm kiếm các hành tinh đất đá đi qua hoặc đi qua phía trước (và do đó, trong một thời gian, làm mờ đi) các ngôi sao mà chúng quay quanh được quan sát trên Trái Đất. Hành tinh trên quỹ đạo quanh Kepler-8, Kepler-8b, là hành tinh thứ năm trong số năm hành tinh đầu tiên được phát hiện bởi tàu vũ trụ Kepler; ba hành tinh đầu tiên được xác nhận bởi Kepler đã được phát hiện trước đó và chỉ được sử dụng để xác nhận độ chính xác các phép đo của Kepler. Phát hiện của Kepler-8b đã được công bố vào ngày 4 tháng 1 năm 2010 tại cuộc họp lần thứ 215 của Hiệp hội Thiên văn học Mỹ tại Washington, D.C., cùng với các hành tinh trên quỹ đạo quanh Kepler-4, Kepler-5, Kepler-6 và Kepler-7.

## Đặc điểm
Kepler-8 nằm cách Trái Đất khoảng 1050 pc (hoặc 3.400 năm ánh sáng). Với khối lượng 1,213 khối lượng Mặt Trời và bán kính 1,486 bán kính Mặt Trời, Kepler-8 nặng gấp khoảng 1/5 khối lượng Mặt Trời và có kích thước gần bằng một nửa Mặt Trời. Ngôi sao được dự đoán có tuổi đời là 3,84 (± 1,5) tỷ năm tuổi, so với tuổi của Mặt Trời là 4,6 tỷ năm. Kepler-8 có tính kim loại [Fe / H] = -0.055 (± 0,03), làm cho nó giàu kim loại hơn 12% so với Mặt Trời; tính kim loại rất quan trọng trong các ngôi sao vì các ngôi sao giàu kim loại có nhiều khả năng chứa các hành tinh. Ngôi sao này cũng có nhiệt độ hiệu quả là 6213 (± 150) K, nghĩa là nó nóng hơn Mặt trời, có nhiệt độ hiệu quả là 5778 K.

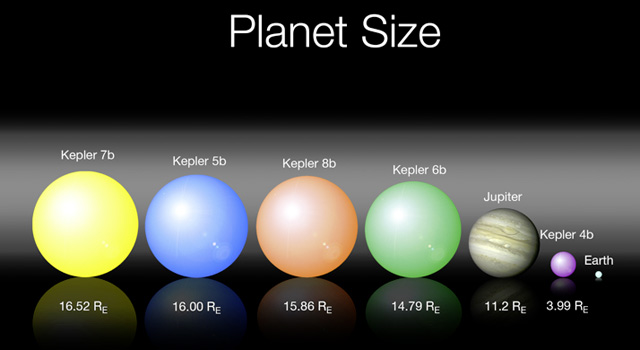
Kích thước của năm hành tinh đầu tiên được phát hiện bởi tàu Kepler, so với Sao Mộc và Trái Đất. Kepler-8b được mô tả bằng màu cam.

Kepler-8 có cấp sao biểu kiến là 13,9; nói cách khác, như nhìn từ Trái Đất, Kepler-8 là một ngôi sao cực kỳ mờ. Nó không thể được nhìn thấy bằng mắt thường.

## Hệ hành tinh
Kepler-8b là hành tinh duy nhất được phát hiện quay trên quỹ đạo quanh Kepler-8. Với khối lượng 0,603 MJ và bán kính 1,419 RJ, hành tinh này có khối lượng bằng 60%, nhưng lớn hơn 42% so với hành tinh Sao Mộc. Hành tinh này có sức lan tỏa, với mật độ 0,261 g/cm³, so với Sao Mộc có mật độ là 5,515 g/cm³. Ở khoảng cách 0,483 AU, Kepler-8b quay quanh ngôi sao của nó cứ sau 3,5225 ngày. Độ lệch tâm của Kepler-8 được coi là bằng không, điều này khiến cho hành tinh có quỹ đạo hình tròn. So sánh, Sao Thủy quay quanh Mặt Trời ở khoảng cách 0,3871 AU cứ sau 87,97 ngày. Sao Thủy cũng có quỹ đạo hình elip, với độ lệch tâm là 0,2056.
| Thiên thể đồng hành (thứ tự từ ngôi sao ra) | Khối lượng | Bán trục lớn (AU) | Chu kỳ quỹ đạo (ngày) | Độ lệch tâm | Độ nghiêng | Bán kính |
| ------------------------------------------- | ---------- | ----------------- | --------------------- | ----------- | ---------- | -------- |
| b                                           | 0.603 MJ   | 0.0483            | 3.5225                | 0           | —          | 1.419 RJ |